# Parti provincial de la Colombie-Britannique
Le Parti provincial de la Colombie-Britannique ((en) Provincial Party of British Columbia (PROV)) est un ancien parti politique de la Colombie-Britannique au Canada.

## Formation
L'idée de créer le parti provient d'un groupe de dissidents du Parti conservateur de la Colombie-Britannique connue sous le nom de comité des 100. Ce nouveau parti est dirigé et financé par le riche général Alexander Duncan McRae (en), ainsi que par des éléments des United Farmers of British Columbia qui auront une faible influence sur le nouveau parti officiellement fondé à Vernon le 13 janvier 1923. Charles Hibbert Tupper, un autre dissident conservateur et ancien ministre fédéral, s'implique activement afin de s'opposer aux politiques radicales des gouvernements McBride et Bowser et au gouvernement peu scrupuleux de Oliver.

## Plate-forme
Le programme du parti visait une gestion des tarifs de fret, une meilleure coopération avec le gouvernement fédéral dans le développement d'un réseau de chemins de fer dans le nord, l'élimination de la main-d'œuvre en provenance d'Asie, l'abolition du patronage, l'embauche facilitée d'anciens combattants, l'élimination de l'impôt sur le revenu qui était alors introduit comme une mesure temporaire pendant la Grande guerre.

## Élection
Ne participant qu'à une seule élection en 1924 (en). Durant la campagne, McRae évoque que le gouvernement libéral de John Oliver et la précédente administration conservateur de William Bowser étaient corrompues. Ces allégations étaient liées au financement du plan du Pacific Great Eastern Railway visant à relier Prince George dans le nord de la province et qui demeurait toujours non achevé. McRae clamait que des pots-de-vin, du favoritisme et d'autres actes répréhensibles expliquaient le retard occasionné, bien que celles-ci n'ont jamais été prouvées.
Bien que le parti récolte 24 % du vote populaire à la suite du scrutin, McRae n'est pas élu dans Vancouver City. Néanmoins, Bowser et Oliver sont également défaits. 

### Députés élus
| Député | Député                   | Circonscription     |
| ------ | ------------------------ | ------------------- |
|        | David Alexander Stoddart | Cariboo             |
|        | George Alexander Walkem  | Richmond-Point Grey |
|        | Andrew McCreight Creery  | Vancouver City      |

## Disparition
Après l'élection, McRae se réconcilie avec ses anciens alliés conservateurs et décide de militer sur la scène fédérale. Le Parti provincial disparait rapidement par la suite.